# IndieWire
IndieWire (иногда стилизуется как indieWIRE или Indiewire) — веб-сайт, основанный в 1996 году. Посвящён независимому кинематографу.

## История

Прежний логотип сайта

Первоначально IndieWire появился в 1996 году как информационный бюллетень. В 2008 году сайт был куплен SnagFilms, а 19 января 2016 года перепродан Penske Media.

## Отзывы и награды
В 2002 году журнал Forbes признал IndieWire «Лучшим в сети» вместе с семью другими номинантами категории «Оценка кинематографа». Сайт также получил высокую оценку от Роджера Эберта.
В 2012 IndieWire стал лауреатом Webby Awards в категории фильмов.